# Llibre Verd (Gaddafi)
El Llibre verd (àrab: الكتاب الأخضر, Al-kitāb al-aẖdar) és un llibre polític escrit pel dirigent libi Muammar al-Gaddafi entre 1975 i 1981, en el qual s'exposen les idees del seu pensament polític, d'una manera semblant a com ho va fer Mao Zedong amb el seu Llibre roig. El llibre és el referent de l'anterior forma de govern de Líbia, anomenada Jamahiriyya, una república governada per Gaddafi mitjançant comitès populars. Jamahiriyya (àrab: جماهيرية, jamāhīriyya) és un neologisme en àrab modern que generalment és traduït com ‘Estat de les masses' i va ser el nom oficial de l'Estat de Líbia des de la Declaració de Sabha del 2 de març de 1977: «Gran Jamahiriyya Àrab Líbia Popular i Socialista».
Durant el govern del coronel Gaddafi es van publicar traduccions del llibre en diversos idiomes, entre ells el castellà. Líbia no tenia Constitució durant la Jamahiriyya, però usava com a fonament el Llibre verd. Amb la "Revolució Verda", que instaura la Jamahiriyya el 1977, la bandera de Líbia passa a ser completament verda, al·ludint al llibre del dirigent libi.

## Estructura
El llibre està estructurat en tres volums:
1. La solució del problema de la democràcia: «l'autoritat del poble»
2. La solució del problema econòmic: «el socialisme»
3. El fonament social de la Tercera teoria universal

## Idees
El Llibre verd rebutja la democràcia liberal moderna europea i encoratja la creació d'una forma de democràcia directa basada en «comitès populars de base». Exposa la barreja personal de Gaddafi de socialisme, islamisme polític i nacionalisme àrab.